# Yasmah-Adad
Yasmah-Adad (Yasmah-Addu, Yasmakh-Adad, Ismah-Adad, Iasmakh-Adad; fl. XVIII secolo a.C.) era il figlio minore del re amorreo dell'Alta Mesopotamia, Shamshi-Adad I.
Fu posto sul trono di Mari da suo padre dopo un attacco militare riuscito in seguito all'assassinio di Yahdun-Lim di Mari nel 1796 a.C.  Era responsabile della sezione sud-occidentale del regno paterno (di cui Mari era la capitale), e probabilmente il suo regno terminò poco dopo la morte del padre con la salita al potere di Zimri-Lim.

## La corrispondenza con la famiglia
La corrispondenza tra padre e figli è stata ritrovata negli archivi della città di Mari e fornisce uno sguardo interessante e a tratti umoristico sulle dinamiche della famiglia reale. Viene spesso accusato da suo padre di leadership inattiva nel suo distretto e di non prestare abbastanza attenzione alla cultura amorrea, preferendo invece studiare la lingua sumera.